# Foramontano
El término foramontano hace alusión a las gentes, procedentes del norte de la península ibérica, con las que en el siglo IX se repoblaron El Bierzo y las tierras al norte de la meseta del Duero, que quedaron vacías como consecuencia de las guerras entre los musulmanes y el reino de Asturias en los primeros años de la Reconquista, durante la Alta Edad Media. Posteriormente a estos territorios se los conocería como reino de León. Con la expansión de este reino y el proceso repoblador, los pobladores foramontanos formaron núcleos de población nuevos por territorios de León, Galicia y  Castilla.

## Origen de la denominación

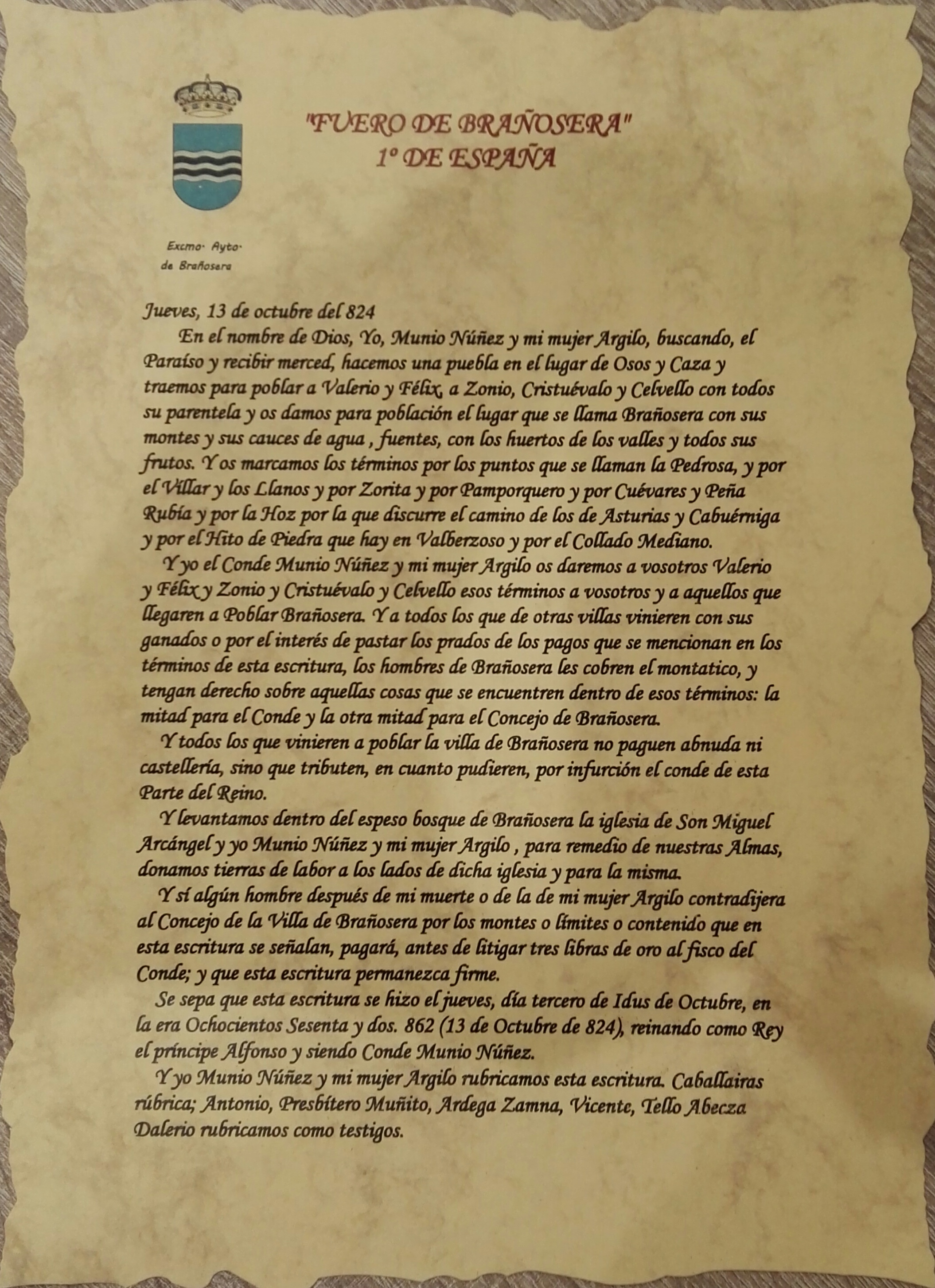
Reproducción del Fuero de Brañosera, concedido por el conde Munio Núñez en 824.

Existen dos interpretaciones etimológicas respecto al origen de la palabra foramontano. Una dice que deriva de las palabras latinas foras monte que se traduce como fuera de la montaña, que significaría «gente de fuera de las montañas», es decir, no montañeses, para distinguirlas de los montañeses de Cantabria. Los foramontanos eran posiblemente de la zona norte de la actual provincia de Burgos, la Rioja y las Encartaciones, es decir, no montañeses. La otra deriva de las palabras latino-germánicas foras-munt que significa custodio de la tierra de afuera.[cita requerida]
La llamada Terra de Foris en la documentación medieval hace referencia al territorio repoblado por habitantes de Las Asturias (cántabros y astures) al sur de la cordillera Cantábrica y al este de Galicia, especialmente la cuenca oriental del río Sil y los habitantes del Oeste de la Meseta Norte —donde se repobló la Legio Civitas que posteriormente daría nombre al Reino de León en su expansión al sur del Duero (Zamora, Salamanca)—, donde ya la denominación de foramontano viene siendo sustituida por la de leonés. 
Debemos tener en cuenta que el territorio que abarcaba la Castilla de aquella época era un territorio diferenciado al nordeste de la Meseta Norte y parte del Valle del Ebro en torno a Las Merindades de Burgos, origen de Castilla la Vieja, que pasó de ser un condado astur-leonés a ser un poderoso estado soberano (Reino de Castilla) dos siglos más tarde. Étnicamente ese territorio al este de la antigua Cantabria, en la misma época que el centro y núcleo del Reino de León, era nombrado «Terra de Foris», entre el territorio de los condes de Castilla, Álava y Vizcaya (Condado de Castilla, referido en las crónicas monacales del siglo IX como Bardulia), lo que ha dado tiempo después en creerse haber sido repoblado desde la Guipúzcoa actual por el pueblo de los Várdulos que allí vivía, supuestamente también creído de afinidad vascona.[cita requerida] Aunque en retrospectiva y reanalizando las fuentes imperiales, correspondíase más certeramente con el territorio que habitaba entre La Bureba y las Encartaciones el otro pueblo prerromano de los Autrigones.

## Acuñación del término e identificación con Castilla
El término foramontano fue acuñado y difundido por el periodista español Víctor de la Serna y Espina —hijo de la afamada Concha Espina— en su obra Nuevo Viaje de España. La Ruta de los Foramontanos que recibió el Premio Nacional de Literatura.
Según una errónea traducción de los anales castellanos, un movimiento denominado foramontano se originó en Malacoria en el año 814:

In era DCCCLII · exierunt foras montani de Malacoria · et venerunt ad Castella.
Annales Castellani Recentiores, siglo XII

lo que se traduce literalmente como «En la era 852.ª (año 814) salieron fuera los montañeses desde Malacoria y llegaron a Castilla», pero que Víctor de la Serna convirtió en "En la era 852 (año 814) salieron los foramontanos de Malacoria y vinieron a Castilla" creando así el término.
A su vez, De la Serna estableció una discutida identificación de Malacoria con Mazcuerras en Cantabria. De esa forma el territorio cántabro constituiría, durante este periodo, una officina gentium o «fragua de pueblos», aunque lo contradice el hecho de que en Castilla no se difundió la variedad leonesa que se hablaba en una pequeña parte de Cantabria, sino un romance sin ninguna relación con tal habla cántabra. Las políticas repobladoras y colonizadoras hicieron que se tomase posesión de las tierras bajo la forma jurídica de presura. A medida que se ocupaban comarcas al sur de la cordillera se iba configurando el territorio de lo que posteriormente se conocerá como Castilla. Este movimiento repoblador experimentó un impulso con el conde Rodrigo de Castilla quien ocupa las fortalezas de Amaya, Mave (Monte Cildá) y Saldaña durante la época de la ocupación musulmana de la península ibérica.
En la provincia de Orense existen cuatro pueblos con el topónimo de Faramontaos, en los municipios de Carballeda de Avia, Ginzo de Limia, La Merca, y Nogueira de Ramuín. En la comarca leonesa de Tábara —provincia de Zamora— existe Foramontanos (o Faramontanos) de Tábara y Faramontanos de la Sierra.
En Salamanca existe Cabeza de Framontanos, en el ayuntamiento de Villarino, casi fronterizo con Zamora.

## Para más información
- Serna, Víctor de la (1998). Nuevo viaje por España : la ruta de los foramontanos. Madrid :  Ediciones Maeva, S.A. ISBN 84-86478-56-1.